# Проба корисної копалини
Проба (корисної копалини) (рос. проба, англ. sample, нім. Probe f, Probestück n) — певна частина (порція) корисної копалини, взята за визначеними правилами з її загальної маси (з масиву, штабеля, технологічного потоку, бункера або вагона) з метою дослідження її складу, якостей, властивостей.

## Загальна характеристика
За напрямком дослідження розрізняють П. мінералогічні, хімічні та технологічні. За місцем відбору — пластові, експлуатаційні та товарні П. В залежності від призначення товарні проби підрозділяють на розрахункові, арбітражні та контрольні. В процесі відбору та підготовки виділяють: первинні, лабораторні, аналітичні проби. Крім того, розрізняють точкові та об'єднані (спільні) проби.
Головна вимога до П. — її репрезентативність, тобто надійне відображення параметрів та властивостей всієї маси дослі-джуваного матеріалу. Це забезпечується дотриманням встановлених правил та норм відбору, осереднення, змішування, ско-рочення проб, подрібнення та приготування П. до дослідження.
Мінімальна маса спільної проби (сума порцій-проб) залежить від крупності максимальних зерен продукту, що опробується, густини, вмісту і рівномірності вкраплення компоненту, що контролюється. Ця маса визначається за емпіричною формулою:
Qmin = k dmax,
де: Qmin — мінімальна маса спільної проби, кг;
dmax — розмір максимального зерна в пробі, мм;
k — коефіцієнт однорідності, що враховує рівномірність вкраплення і характер корисної копалини (табл.).
Мінералогічні проби відбираються для макро- і мікроаналізів. При макроскопічному аналізі мінеральний склад проби в вигляді шліфа або порошку визначається неозброєним оком, при мікроскопічному — проба досліджується під мікроскопом. Мінералогічний аналіз робиться для одержання даних про сировину як об'єкта збагачення: кількісний склад корисних і породних мінералів; структурні і текстурні особливості корисної копалини (характеристика вкраплення, характер зростання мінеральних зерен, крупність кристалізації); фізичні і хімічні властивості мінералів (густина, магнітні і електричні властивості, змочуваність, міцність, блиск і ін.). На збагачувальних фабриках мінералогічний аналіз використовується для оперативного контролю якості вихідного матеріалу і продуктів збагачення, а також для визначення технологічних властивостей корисних копалин.
Хімічні проби відбираються для визначення хімічного складу корисної копалини і продуктів її переробки. За даними хімічного аналізу і геологічного дослідження визначаються запаси корисної копалини і придатність її для промислового використання. Результати хімічного аналізу служать для оцінки якості корисної копалини і продуктів збагачення, вмісту корисних і породних компонентів, контролю технологічного процесу і складання технологічного і товарного балансів.
Технологічні проби служать для визначення складу і властивостей корисної копалини, її збагачуваності, ситового і фракційного аналізів, що дозволяє вибрати і обґрунтувати раціональну схему збагачення, а також розрахувати результати збагачення корисної копалини.

## Види проб
Залежно від цілей і призначення випробування розрізняють експлуатаційні, товарні, контрольні, збірні і технологічні проби.
Проби пластів і експлуатаційні проби характеризують паливо в процесі його видобування; товарні і контрольні — оцінюють паливо як товарну продукцію вугільних підприємств і збагачувальних фабрик; збірні проби використовують для визначення середніх показників якості вугілля, що відвантажується споживачам протягом місяця, і, нарешті, технологічні проби відбирають на різних стадіях збагачення для контролю за роботою устаткування.
Проба пласта характеризує будову і якість пласта в точці відбору проби (ГОСТ 9815-75). Пробу пласта відбирають безпосередньо у вибоях гірничих виробок або на розрізах висіканням поперечної борозни у вугільному пласті.
При простій будові пласта пробу виймають по всьому розрізу борозни, включаючи всі пачки вугілля і породні прошарки, що підлягають сумісному видобуванню (загальна проба). При складній будові пласта від кожної пачки вугілля і породного прошарку потужністю понад 10 мм відбирають проби окремо, не допускаючи змішування. Після подрібнення кожну з проб ділять на дві частини, для одної з котрих визначають зольність і дійсну густину. Другу частину цих проб змішують і складають таким чином загальну пробу, яка характеризує пласт в цілому. В загальній пробі пласта визначають вміст вологи і сірки, зольність, вихід летких речовин, теплоту згоряння і показники спікливості.
При необхідності визначення фракційного складу з вже відібраної проби пласта відбирають спеціальну пластово-фракційну пробу.
Експлуатаційну пробу відбирають від видобутого палива для характеристики якості товарної продукції, яка виробляється з окремої лави або ділянки з врахуванням засмічення вугілля породою (ГОСТ 16094-78). Експлуатаційні проби призначені для визначення гранулометричного складу, зольності і вмісту мінеральних домішок (породи) з розмірами грудок 25 мм і більше. Експлуатаційна проба відбирається на кожній дільниці при нормальному технологічному процесі видобутку вугілля не рідше одного разу на півріччя.
Товарна проба характеризує якість палива, відвантаженого споживачам. Це може бути вугілля, видобуте в шахті, на розрізі, або концентрат і промпродукт, отримані при збагаченні. Одну товарну пробу відбирають від кожної партії палива. Поняття «партія» означає: маса палива, яка вироблена і відвантажена споживачам за певний проміжок часу (добу, зміну і т. д.) (ГОСТ 10742-71). За наслідками аналізу товарної проби (зольність, вихід летких речовин, вміст вологи, сірки, показники спікливості) проводять взаємні розрахунки між постачальником і споживачем, тому ці проби називають також товарно-розрахунковими.
Контрольну товарну пробу відбирають у разі потреби для уточнення і перевірки показників, за якими проводять розрахунки при постачаннях. Контрольне випробування товарної продукції проводиться постачальником або споживачем, якщо виникають розбіжності або сумніви в правильності результатів аналізу вугілля.
Збірні проби призначені для визначення середньої якості палива, відвантаженого з підприємства протягом місяця (ГОСТ 1817-64). Збірні проби готують окремо за марками, технологічними групами вугілля і продуктами збагачення палива відповідно до видів продукції, які виробляє підприємство. Збірну пробу складають протягом місяця шляхом набирання до неї по одній порції від кожної аналітичної товарної проби. Маса цих порцій пропорційна масі палива (величині партії), від якої була відібрана первинна товарна проба. В збірній пробі після її скорочення визначають вологість, зольність і інші параметри, передбачені в стандартах на паливо залежно від подальшого його використання, наприклад, вміст сірки, теплоту згоряння, показники спікливості.
Технологічні проби відбирають на збагачувальних фабриках для контролю за технологічним процесом і роботою основного устаткування, тобто для проведення технічного контролю виробництва.
Глибинна проба (рос. роба глубинная; англ. subsurface sample, нім. Tiefenprobe f) — взірець корисної копалини, взятий на глибині залягання безпосередньо з її пласта. За складом відповідає середній якості корисної копалини у пласті.

## Відбір проб
При товарному випробуванні як правило застосовують точковий спосіб відбору проб (ГОСТ 10742-71. Це означає, що первинна проба, яку називають в цьому випадку об'єднаною, складається з окремих порцій палива — точкових проб.
Об'є́днана прóба — проба, яка складається з необхідного числа точкових проб відібраних з різних місць однієї партії. Характеризує його середню якість корисної копалини.
Точкова проба — це маса палива, відібрана з одного місця одноразовим рухом пристрою для відбору проб.
Вельми істотним при випробуванні є встановлення норм відбору, тобто маси палива, яка повинна бути відібрана в об'єднану пробу.
Оскільки об'єднана проба визначається числом і масою точкових проб, необхідно встановити, скільки і якої маси узяти точкових проб, щоб отримана об'єднана проба задовільно представляла середню якість партії палива. Раніше при ручному способі відбору проб норми відбору були встановлені на підставі багаторічної практики випробування. Такий чисто емпіричний підхід виявився недостатнім при переході до механізованих і автоматизованих методів випробування. Була розроблена теорія випробування, в основі якої лежать закономірності теорії імовірності і методи математичної статистики.
Серед показників якості вугілля є один, який розподіляється масою палива найбільш нерівномірно і, отже, може бути характеристикою неоднорідності палива. Норми відбору повинні розраховуватися за цим найбільш мінливим показником якості. Теоретично і практично було доведено, що випробування, проведене за цим параметром, гарантує збереження показності проби за будь-яким іншим показником якості. При вивченні вугілля визначили, що показник якості, який змінюється найбільше, — зольність, тому всі розрахунки норм відбору проб ведуться за зольністю, перерахованою на сухе вугілля.
Похибка визначення зольності використовується для оцінки похибки випробування в цілому (відбір, обробка і аналіз проби). Це значення похибки встановлюється наперед в стандарті або в договорі про постачання палива і є підставою для розрахунку норм відбору проб. Так, в ГОСТ 10742-71 похибка випробування з імовірністю 95 % прийнята для палива із зольністю менше 20 % — ±1,0 % (відносна похибка визначення), а із зольністю понад 20 % — ±2 % (абсолютна похибка визначення). Це означає, що якщо при аналізі проби зольність становить 35 %, то дійсна зольність палива з імовірністю 95 % знаходиться в межах від 33 до 37 % і така розбіжність в результатах визначення зольності допускається при випробуванні партії палива, проведеному постачальником і споживачем.
Число точкових проб, які відбираються в об'єднану пробу, залежить від ступеня неоднорідності палива, тобто від його зольності, а маса кожної точкової проби — від розміру шматків вугілля. Чим вище зольність палива, тим більше точкових проб треба відібрати для отримання представницької проби, причому точкові проби повинні відбиратися рівномірно від всієї маси, що випробовується. Відповідно до цього від 1000 т рядового вугілля відбирають 32 точкові проби, а від збагаченого і сортованого — 16. Норми відбору точкових проб розраховують у кожному конкретному випадку за стандартом.
Товарні проби відбирають від кожної партії палива. Проте при регулярних постачаннях допускається за домовленістю із споживачем проводити періодичне випробування, розрахунок норм якого наведений в ГОСТ 10742-71.
Існують два основні способи відбору проб палива: з потоку і з нерухомого шару.
Відбір проб з потоку легше піддається механізації та автоматизації, ніж випробування нерухомої маси палива. Відбір проб з потоку здійснюється при транспортуванні палива за допомогою конвеєра або з падаючого потоку при пересипці вугілля з одного конвеєра на іншій. Точкові проби з рухомого потоку відбирають через рівні інтервали часу. При контрольних випробуваннях проби відбирають з поверхні конвеєра, який спеціально зупиняють перед кожним відбором.
Випробування нерухомої маси палива допускається тільки в тому випадку, якщо неможливо здійснити відбір з потоку.
Точкові проби відбирають в місцях, рівномірно розташованих на поверхні вагонеток, вагонів, штабелів, при зануренні відбираючого пристрою не менше ніж на 0,4 м.
Державним стандартом встановлено, що відбір проб палива треба проводити механізованим способом і лише при неможливості застосування пробовідбірників допускається ручне випробування. Сьогодні на вугільних підприємствах для відбору проб з потоку застосовують ковшові (ПК) і скреперні (ПС) пробовідбірники.
Ковшові пробовідбірники призначені для відбору проб з потоків в місцях пересипу вугілля: через певний проміжок часу ківш перетинає падаючий потік, захоплює точкову пробу і розвантажує її в спеціальний бункер, звідки вугілля надходить в машину для обробки проб.
Скреперний пробовідбірник призначений для відбору проб з рухомого стрічкового конвеєра. Скрепер (найчастіше у вигляді напівкруглого ковша), ковзаючи стрічкою конвеєра, зміщує певну масу вугілля в приймальний жолоб.
Для відбору проб з нерухомих мас вугілля розроблені пробовідбірники декількох типів. Найбільшого поширення набули шнекобурові, а також з ковшовим або грейферним захватом точкової проби. Зазвичай ці пробовідбірники виконані у вигляді механізованих комплексів, що дозволяють не тільки відбирати, але і обробляти проби.
Застосування пробовідбірників, особливо типу ПК і ПС, дозволяє не тільки механізувати, але й автоматизувати відбір проб палива.

## Обробка проб
Другий ступінь випробування — обробка або оброблення — проводиться з метою приготування лабораторних і аналітичних проб, придатних для проведення аналізу вугілля.
Лабораторна проба — проба, отримана в результаті обробки об'єднаної проби до розмірів 0-3 (0-10) мм і призначена для лабораторних випробувань і підготовки аналітичних проб.
Аналітична проба — проба, отримана в результаті обробки об'єднаної або лабораторної проби і призначена для проведення аналізів. Аналітична проба характеризується розміром 0-0,2 мм.
Отже, в результаті обробки повинна бути отримана невелика за масою тонкомелена проба, що повністю зберігає показність. Це означає, що в основі оброблення первинної проби по суті лежить принцип відбору проб. Відповідно до закономірностей процесу відбору маса проби прямо пропорційна розміру шматків вугілля, тому невелику за масою пробу можна отримати при скороченні тільки після попереднього подрібнення всього палива.
Обробка проб складається з послідовних операцій подрібнення (дроблення), перемішування і скорочення (ділення), причому число таких циклів залежить від розміру шматків вугілля в об'єднаній пробі. При розмірі шматків менше 150 мм обробку проби проводять в два етапи: готують лабораторну, а потім аналітичну проби. При розмірі шматків понад 150 мм оброблення проби складається з трьох циклів: на першому проміжному етапі вугілля дроблять до розмірів 0-25 або 0-13 мм і зі скороченої маси готують лабораторну, а потім аналітичну проби.
Щоб зберегти показність проби в процесі оброблення, необхідно дотримуватися певного співвідношення між ступенем подрібнення і мінімальною масою скороченої проби. Це співвідношення зафіксоване в стандарті і є строго обов'язковим при проведенні обробки проб (ГОСТ 10742-71).
Таблиця – Допустимі співвідношення між масою проби і ступенем подрібнення
| Розмір максимальних шматків після дроблення проби, мм | Мінімальна маса проби після скорочення, кг | Мінімальна маса проби після скорочення, кг |
| Розмір максимальних шматків після дроблення проби, мм | для збагаченого вугілля                    | для незбагаченого вугілля                  |
| 20 10 3 1,6 1,0 від 0,2 до 0                          | 5,0 1,5 0,6 0,2 0,15 0,085                 | 30,0 12,0 2,0 1,0 0,6 0,085                |